# Thomas Anders
Thomas Anders (geboren als Bernd Weidung; Münstermaifeld, 1 maart 1963) is een Duits zanger en componist. Hij verwierf bekendheid als leadzanger van het Duitse duo Modern Talking in 1984–1987 en 1998–2003, maar heeft daarnaast ook een solocarrière gehad.

## Biografie

### Jonge jaren
Thomas Anders werd geboren als kind van Helga en Peter Weidung. Hij had nog een broer, Achim, en een zus, Tania.
In zijn kindertijd toonde Anders al interesse in muziek. Op zijn zevende gaf hij reeds een optreden. Hij studeerde muziek aan het Koblenz Eichendorff-Gymnasium. Na zijn studie ging hij eerst optreden in verschillende clubs en discotheken.
In 1979 nam Anders deel aan een muziekwedstrijd georganiseerd door Radio Luxembourg. Hij won deze wedstrijd niet, maar kreeg twee dagen na de uitzending wel een platencontract aangeboden door de jury.

### Start carrière en Modern Talking
In 1980 begon zijn carrière officieel met zijn debuutsingle Judy. Anders bracht nog enkele andere singles uit, geproduceerd door Daniel David. In 1983 leerde hij Dieter Bohlen kennen, die voor Anders de nummers Was macht das schon (een vertaling/cover van F. R. David's Pick Up the Phone) en Heißkalter Engel (een vertaling/cover van Real Life's Send Me an Angel) produceerde. Tussen 1983 en 1984 produceerde Bohlen nog andere nummers voor Anders, waaronder Wovon träumst du denn, Endstation Sehnsucht en Es geht mir gut heut' Nacht.
Eind 1984 besloten Anders en Bohlen officieel samen te gaan werken als duo onder de naam Modern Talking. Als duo hadden ze een wereldwijde hit met het nummer You're My Heart, You're My Soul.
In 1986 trad Anders in het huwelijk met Nora Balling. In 1987 besloten Anders en Bohlen vanwege onderlinge onenigheid een punt te zetten achter Modern Talking en elk hun eigen weg te gaan.

### Solocarrière
Kort na de splitsing van Modern Talking, ging Anders op concerttour langs onder andere de steden Kaapstad, Johannesburg, Hongkong, Singapore, Taipei, Viña del Mar en Moskou. Zijn optredens waren een groot succes, en maakten dat Anders besloot Duitsland te verlaten en zich in de Verenigde Staten te vestigen. Hier nam hij in 1989 zijn eerste solo-album, Different, op. Hij produceerde dit album samen met Gus Dudgeon en Alan Tarney.
Anders eerste single van het album, Love of My Own, kwam later in 1989 uit, en geldt als het grootste succes van zijn solocarrière destijds. Zijn tweede album, Whispers, kwam uit in 1991. Hiervan werden drie singles uitgebracht: The Sweet Hello, The Sad Goodbye, geschreven door Per Gessle, Can't give you anything (but my love) en True Love. In 1992 bracht Anders zijn derde album, Down on Sunset, uit. Hiervan verschenen tevens de singles How Deep Is Your Love en Standing Alone (duet met Glenn Medeiros). Beide singles waren een matig succes in Duitsland en Oostenrijk.
In 1993 bracht Anders zijn vierde album uit, When Will I See You Again. De eerste single van dit album, When Will I See You Again, werd mede gezongen door de originele zangers van het lied The Three Degrees. Datzelfde jaar kreeg Anders een rol in de Zweedse film Stockholm Marathon, waarvoor hij tevens de titelsong schreef; Marathon of Life. Dit nummer is terug te vinden op het album When Will I See You Again.
In 1994 kwam Anders terug met een Spaanstalig album getiteld Barcos de Cristal. Het album bevatte oude nummers van Anders’ voorgaande albums, vertaald in het Spaans. In 1995 bracht Anders het album Souled uit, welke hij samen produceerde met Peter Wolf. Dit album bevatte onder andere een duet met The Pointer Sisters; Feel for the Physical.

### Reünie Modern Talking
Na Souled werd het een tijdje stil rond Anders, totdat hij en Dieter Bohlen in maart 1998 aankondigden weer bij elkaar te zullen komen als Modern Talking. Het duo bleef bij elkaar tot 2003, en verkocht in deze periode meer dan 65 miljoen albums.
In 1999 scheidde Anders van Nora Balling. In juli 2000 trad hij in het huwelijk met Claudia Hess. In juni 2002 kregen de twee samen een zoon; Alexander Mick.

### Latere jaren
Nadat Modern Talking in 2003 opnieuw uit elkaar ging, tekende Anders een contract bij BMG voor een nieuwe solocarrière. Zijn eerste single bij BMG was Independent Girl, uitgebracht in november 2003. Het nummer haalde de 17e plaats in de Duitse hitlijsten. In 2004 volgde het album This Time. Rond deze tijd ging Anders samenwerken met producer Peter Ries, die voorheen samengewerkt had met Sandra en No Angels.
In 2004 kreeg Anders van de NDR het aanbod om het Eurovisiesongfestival 2004 te presenteren. Tevens nam hij dat jaar de ballad Just Dream op, welke als officieel themalied fungeerde voor de balletshow Holiday on Ice.
In 2005 spande Anders een rechtszaak aan tegen zijn voormalige partner Dieter Bohlen, vanwege enkele foutieve beweringen die Bohlen in zijn autobiografie had geplaatst. Anders won de zaak. In 2006 raakte Anders opnieuw betrokken bij het Eurovisiesongfestival, toen hij gevraagd werd als mogelijke vertegenwoordiger van Duitsland op het Eurovisiesongfestival 2006. De keuze viel uiteindelijk echter op de band Texas Lightning. Datzelfde jaar verliet Anders BMG en tekende een contract bij Edel Records. Hij bracht hier het album Songs Forever uit.
In april 2006 verscheen Anders’ The DVD-Collection, met daarin 20 video’s van zijn solocarrière en enkele opnames van zijn tijd bij Modern Talking. In juli 2008 bracht Anders twee legaal te downloaden singles uit: Ibiza Baba Baya en For You.
In maart 2010 verscheen Anders’ album Strong. De eerste single van dit album, Why Do You Cry, deed het goed in Rusland.
Inmiddels is hij gehuwd met Claudia, eigenares van internetbedrijf in hondenaccessoires en zij wonen met zoon Alexander in Koblenz.

## Discografie

### Studioalbums
| Jaar | Titel                                                 |
| ---- | ----------------------------------------------------- |
| 2021 | Wir Tun Es Nochmal                                    |
| 2021 | Cosmic                                                |
| 1989 | Different - Uitgebracht: 29 augustus 1989             |
| 1991 | Whispers - Uitgebracht: 17 mei 1991                   |
| 1992 | Down on Sunset - Uitgebracht: 1 september 1992        |
| 1993 | When Will I See You Again - Uitgebracht: 23 juni 1993 |
| 1994 | Barcos de Cristal - Uitgebracht: 19 april 1994        |
| 1995 | Souled - Uitgebracht: 7 april 1995                    |
| 2004 | This Time - Uitgebracht: 23 februari 2004             |
| 2006 | Songs Forever - Uitgebracht: 3 maart 2006             |
| 2010 | Strong - Uitgebracht: april 2010                      |

### Livealbums
| Jaar | Titel                            |
| ---- | -------------------------------- |
| 1997 | Live Concert - Uitgebracht: 1997 |

### Singles
- 1980 Judy (CBS)
- 1980 Du weinst um ihn (CBS)
- 1981 Es war die Nacht der ersten Liebe (CBS)
- 1982 Ich will nicht dein Leben (Hansa)
- 1983 Was macht das schon (Hansa)
- 1983 Wovon träumst du denn (Hansa)
- 1983 Heißkalter Engel (Hansa)
- 1984 Endstation Sehnsucht (Hansa)
- 1984 Es geht mir gut heut' Nacht (Hansa)
- 1989 Love of My Own (Teldec)
- 1989 One Thing (Teldec)
- 1989 Soldier (Teldec)
- 1991 The Sweet Hello, The Sad Goodbye (East West)
- 1991 Can't Give You Anything (But My Love) (East West)
- 1991 Can't Give You Anything (But My Love) (Remix) (East West)
- 1991 True Love (East West)
- 1992 How Deep Is Your Love (Polydor)
- 1992 Standing Alone (duet met Glenn Medeiros) (Polydor)
- 1993 When Will I See You Again (duet met The Three Degrees) (Polydor)
- 1993 I'll Love You Forever (Polydor)
- 1993 I'll Love You Forever (Remix) (Polydor)
- 1994 The Love in Me (Polydor)
- 1994 The Love in Me (The Remixes) (Polydor)
- 1994 Road to Higher Love (Polydor)
- 1995 Never knew love like this before (Polydor)
- 1995 A Little Bit of Lovin' (Polydor)
- 1995 Never Knew Love Like This Before (remixes) (Polydor)
- 2003 Independent Girl (BMG)
- 2004 King of Love (BMG)
- 2004 Tonight Is the Night (BMG)
- 2004 Just Dream (BMG)
- 2006 A Very Special Feeling
- 2006 Songs That Live Forever (Edel Records)
- 2006 All Around the World (Edel Records)
- 2008 Ziele (Sistanova featuring Thomas Anders) (Zweihorn)
- 2008 Ibiza Baba Baya (Sound-Chateau featuring Thomas Anders) (White Shell Music)
- 2008 For You (Sound-Chateau featuring Thomas Anders) (White Shell Music)
- 2008 Kisses for Christmas (White Shell Music)
- 2009 The Night Is Still Young (Sandra featuring Thomas Anders) (Virgin)
- 2010 Why Do You Cry

### Dvd's
- 2006 Thomas Anders - The DVD-Collection (nummer 15 in Duitsland)

### Samenwerkingsprojecten
- 1988 I Can Never Let You Go (mede geschreven voor Engelbert Humperdinck)
- 1989 Soldier (geschreven en geproduceerd door Alan Tarney)
- 1991 The Sweet Hello, The Sad Goodbye (geschreven door Per Gessle)
- 1992 Standing Alone (duet met Glenn Medeiros)
- 1993 When Will I See You Again (duet met The Three Degrees)
- 1993 Emotional Thing (mede geschreven voor The Three Degrees)
- 1993 Question of Love (mede geschreven voor The Three Degrees)
- 1993 Ain't No Woman (mede geschreven voor The Three Degrees)
- 1994 Tal Vez (mede geschreven voor Marta Sánchez) (nummer 1 in Mexico)
- 1995 Feel for the Physical (duet met The Pointer Sisters)
- 2001 Hey Mr. President (geproduceerd door T-Seven)
- 2001 Cry for You (mede geschreven voor No Angels)
- 2002 Stay (mede geschreven voor No Angels)
- 2002 Funky Dance (mede geschreven voor No Angels)
- 2009 The Night Is Still Young (Sandra featuring Thomas Anders)